# Dwars door België 1987
La Dwars door België 1987, quarantaduesima edizione della corsa, si svolse il 26 marzo su un percorso di 226 km, con partenza a Roeselare ed arrivo a Waregem. Fu vinta dall'olandese Jelle Nijdam della squadra Superconfex-Kwantum Hallen-Yoko davanti al belga Herman Frison e all'irlandese Sean Kelly.

## Ordine d'arrivo (Top 10)
| Pos. | Corridore          | Squadra                         | Tempo    |
| ---- | ------------------ | ------------------------------- | -------- |
| 1    | Jelle Nijdam       | Superconfex-Kwantum Hallen-Yoko | 5h31'00" |
| 2    | Herman Frison      | Roland-Skala-TW                 | a 53"    |
| 3    | Sean Kelly         | KAS-Canal 10                    | s.t.     |
| 4    | Jean-Marie Wampers | Hitachi-Marc                    | s.t.     |
| 5    | Wim Van Eynde      | Lotto-Eddy Merckx               | a 1'25"  |
| 6    | Gerrit Solleveld   | Superconfex-Kwantum Hallen-Yoko | a 1'35"  |
| 7    | Marc van Orsouw    | PDM-Ultima-Concorde             | s.t.     |
| 8    | Jos Haex           | Hitachi-Marc                    | s.t.     |
| 9    | Franky Van Oyen    | Sigma                           | a 2'25"  |
| 10   | Johan Capiot       | Roland-Skala-TW                 | a 2'35"  |